# Nuoto ai XVI Giochi paralimpici estivi - Uomini 100 metri farfalla
Le gare di nuoto 100 metri farfalla uomini ai XVI Giochi paralimpici estivi si sono svolte tra il 25 agosto e il 3 settembre 2021 presso il Tokyo Aquatics Centre. 

## Programma
Sono stati disputati 7 eventi, articolati in una serie di batterie di qualificazione in mattinata; la finale è stata disputata nel pomeriggio/sera del medesimo giorno.
| Evento | Data   | Data   | Data   | Data   | Data   | Data   | Data   | Data   | Data   | Data   | Data   | Data   | Data   | Data   | Data  | Data  | Data  | Data  | Data  | Data  |
| Evento | Mer 25 | Mer 25 | Gio 26 | Gio 26 | Ven 27 | Ven 27 | Sab 28 | Sab 28 | Dom 29 | Dom 29 | Lun 30 | Lun 30 | Mar 31 | Mar 31 | Mer 1 | Mer 1 | Gio 2 | Gio 2 | Ven 3 | Ven 3 |
| Evento | M      | P      | M      | P      | M      | P      | M      | P      | M      | P      | M      | P      | M      | P      | M     | P     | M     | P     | M     | P     |
| ------ | ------ | ------ | ------ | ------ | ------ | ------ | ------ | ------ | ------ | ------ | ------ | ------ | ------ | ------ | ----- | ----- | ----- | ----- | ----- | ----- |
| S8     |        |        |        |        |        |        |        |        |        |        |        |        |        |        |       |       |       |       | B     | F     |
| S9     |        |        |        |        |        |        |        |        |        |        |        |        |        |        |       |       | B     | F     |       |       |
| S10    |        |        |        |        |        |        |        |        |        |        |        |        | B      | F      |       |       |       |       |       |       |
| S11    |        |        |        |        |        |        |        |        |        |        |        |        |        |        |       |       |       |       | B     | F     |
| S12    |        |        |        |        |        |        |        |        |        |        |        |        |        |        |       |       |       |       | B     | F     |
| S13    | B      | F      |        |        |        |        |        |        |        |        |        |        |        |        |       |       |       |       |       |       |
| S14    | B      | F      |        |        |        |        |        |        |        |        |        |        |        |        |       |       |       |       |       |       |

| M | mattina | P | Pomeriggio/sera |

| B | Batterie di qualificazione | F | Finale per medaglia d'oro |

## Risultati
Tutti i tempi sono espressi in secondi.

### S8
| Pos. | Atleta                           | Nazione     | Tempo   | Note                |
| ---- | -------------------------------- | ----------- | ------- | ------------------- |
|      | Robert Griswold                  | Stati Uniti | 1:02,03 | Record panamericano |
|      | Yang Feng                        | Cina        | 1:03,20 |                     |
|      | Denys Dubrov                     | Ucraina     | 1:03,23 |                     |
| 4    | Yang Guanglong                   | Cina        | 1:03,26 |                     |
| 5    | Xu Haijiao                       | Cina        | 1:03,42 |                     |
| 6    | Alberto Amodeo                   | Italia      | 1:04,31 |                     |
| 7    | Luis Armando Andrade Guillen     | Messico     | 1:04,55 |                     |
| 8    | Gabriel Cristiano Silva de Souza | Brasile     | 1:05,38 |                     |

### S9
| Pos. | Atleta                    | Nazione     | Tempo   | Note            |
| ---- | ------------------------- | ----------- | ------- | --------------- |
|      | William Martin            | Australia   | 57,19   | Record mondiale |
|      | Simone Barlaam            | Italia      | 59,43   |                 |
|      | Alexander Skaliukh        | RPC         | 1:00,54 |                 |
| 4    | Federico Morlacchi        | Italia      | 1:00,75 |                 |
| 5    | Timothy Hodge             | Australia   | 1:01,03 |                 |
| 6    | Jose Antonio Mari Alcaraz | Spagna      | 1:01,28 |                 |
| 7    | Yahor Shchalkanau         | Bielorussia | 1:01,38 |                 |
| 8    | Malte Braunschweig        | Germania    | 1:02,95 |                 |

### S10
| Pos. | Atleta             | Nazione   | Tempo | Note             |
| ---- | ------------------ | --------- | ----- | ---------------- |
|      | Maksym Krypak      | Ucraina   | 54,15 | Record mondiale  |
|      | Stefano Raimondi   | Italia    | 55,04 |                  |
|      | Col Pearse         | Australia | 57,66 | Record oceaniano |
| 4    | Florent Marais     | Francia   | 57,86 |                  |
| 5    | Alexander Elliot   | Canada    | 58,44 |                  |
| 6    | Dmitry Grigoryev   | RPC       | 58,45 |                  |
| 7    | Riccardo Menciotti | Italia    | 58,65 |                  |
| 8    | David Levecq       | Spagna    | 59,12 |                  |

### S11
| Pos. | Atleta                    | Nazione     | Tempo   | Note |
| ---- | ------------------------- | ----------- | ------- | ---- |
|      | Keiichi Kimura            | Giappone    | 1.02,57 |      |
|      | Uchu Tomita               | Giappone    | 1.03,59 |      |
|      | Wendell Belarmino Pereira | Brasile     | 1.05,20 |      |
| 4    | Rogier Dorsman            | Paesi Bassi | 1.05,67 |      |
| 5    | Matthew Cabraja           | Canada      | 1.05,97 |      |
| 6    | Viktor Smyrnov            | Ucraina     | 1.06,85 |      |
| 7    | Hua Dongdong              | Cina        | 1.09,16 |      |
| 8    | Yang Bozun                | Cina        | 1.09,23 |      |

### S12
| Pos. | Atleta                | Nazione       | Tempo   | Note             |
| ---- | --------------------- | ------------- | ------- | ---------------- |
|      | Raman Salei           | Azerbaigian   | 57,81   |                  |
|      | Stephen Clegg         | Gran Bretagna | 57,87   |                  |
|      | Roman Makarov         | RPC           | 58,65   |                  |
| 4    | Illia Yaremenko       | Ucraina       | 58,98   |                  |
| 5    | Danylo Chufarov       | Ucraina       | 59,00   |                  |
| 6    | Braedan Jason         | Australia     | 59,01   | Record oceaniano |
| 7    | Maksim Vashkevich     | Bielorussia   | 1.10,43 |                  |
| 8    | Daniel Giraldo Correa | Colombia      | 1.02,42 |                  |

### S13
| Pos. | Atleta                 | Nazione     | Tempo | Note               |
| ---- | ---------------------- | ----------- | ----- | ------------------ |
|      | Ihar Boki              | Bielorussia | 53,80 | Record paralimpico |
|      | Oleksii Virchenko      | Ucraina     | 56,16 |                    |
|      | Islam Aslanov          | Uzbekistan  | 57,12 |                    |
| 4    | Alex Portal            | Francia     | 57,13 |                    |
| 5    | Muzaffar Tursunkhujaev | Uzbekistan  | 57,44 |                    |
| 6    | Dzmitry Salei          | Bielorussia | 58,15 |                    |
| 7    | Douglas Matera         | Brasile     | 58,53 |                    |
| 8    | Kyrylo Garashchenko    | Ucraina     | 58,63 |                    |

### S14
| Pos. | Atleta              | Nazione       | Tempo | Note               |
| ---- | ------------------- | ------------- | ----- | ------------------ |
|      | Gabriel Bandeira    | Brasile       | 54,76 | Record paralimpico |
|      | Reece Dunn          | Gran Bretagna | 55,12 |                    |
|      | Benjamin Hance      | Australia     | 56,90 |                    |
| 4    | Naohide Yamaguchi   | Giappone      | 57,11 |                    |
| 5    | Lawrence Sapp       | Stati Uniti   | 57,36 |                    |
| 6    | Robert Isak Jónsson | Islanda       | 58,06 |                    |
| 7    | Cho Won-sang        | Corea del Sud | 58,45 |                    |
| 8    | Ricky Betar         | Australia     | 58,62 |                    |